# Jeserig/Fläming
Jeserig/Fläming ist ein Ortsteil der Gemeinde Wiesenburg/Mark im Landkreis Potsdam-Mittelmark in Brandenburg. Zu Jeserig/Fläming gehört teilweise der bewohnte Gemeindeteil Bahnhof.

## Lage
Das Straßendorf liegt in der Brandtsheide südlich des Kernortes Wiesenburg an der Landesstraße L 84 und an der B 107. Südwestlich des Ortes erstrecken sich das rund 25,2 ha große Naturschutzgebiet Spring und das rund 60,5 ha große Naturschutzgebiet Flämingbuchen. Im Südosten liegt die wüste Feldmark Allendorf, im Südwesten die wüste Feldmark Glümendorf und im Nordosten die wüste Feldmark Petzdorf. Hinzu kommen vermutlich die wüsten Feldmarken Brasen und Reppelstedt, deren Lage jedoch unbekannt ist.

## Geschichte

### 13. bis 16. Jahrhundert
Das Dorf wurde erstmals im Jahr 1388 als Czu Jesserig urkundlich erwähnt und gehörte zu dieser Zeit der Familie von Querfurt. Es gab bereits eine Feldsteinkirche aus dem 13. Jahrhundert. Im Jahr 1419/1420 lebte im Dorf ein Richter, der die Gerichtsbarkeit und vier Hufen besaß. Außerdem gab es einen Kossätenhof sowie einen Krug. Die Familie von Thümen besaß die Hebungen aus einem Kossätenhof; dieser Anteil ging anschließend an die Familie von Querfurt. Die Familie Benken besaß einen freien Hof mit zwei Hufen zum Lehen. Es ist aber auch denkbar, dass dieser Hof vor 1388 der Familie Luckenberg gehörte. Das Dorf geserigk kam 1443 zur Familie von Kracht, die es 1456 an die Brandt von Lindau verkauften. Im Jahr 1530 lebten im Dorf acht Hufner und vier Gärtner. Der Zehnt des Pfarrers war bei den Angaben in Wiesenburg enthalten (ebenso 1555 und 1575). Eine Statistik aus dem Folgejahr führte zwölf Türkensteuerpflichtige auf, darunter den Schulze und den Krüger sowie sieben Knechte, drei Mägde und einen Hirten. In einer weiteren Statistik aus dem Jahr 1542 wurden elf Einwohner aufgeführt (sechs Güter, darunter ein Schulzengut) sowie drei Dienstboten. Im Jahr 1555 waren es acht Hufner und vier Gärtner, 1575 sieben Hufner und fünf Kossäten. Im genannten Jahr bekam der Küster 12 1⁄2 Scheffel und von jedem Einwohner jährlich ein Brot. Die Kirche erhielt Hebungen aus Welsigke und Petzdorf. Die Schreibweise Das Dorff Jheserigk erschien im Jahr 1592. Aus dieser Zeit existiert eine umfangreiche Statistik über die Einwohnerstruktur. Demzufolge gab es sieben Hufner, darunter den Schulzen, der eine nicht bekannte Hufenanzahl bewirtschaftete. Es hatte außerdem einen Garten sowie zwei Morgen (Mg) Wiese zu Kalotsche und 17 Mg Heideland; er zinste von den wüsten Dorfstätten zu Kalotsche und Glümendorf. Der Krüger besaß ein Haus, Hof, den Krug, Acker, Wiesen, ein Brauhaus und einen Teichhof sowie 2 Mg Wiese, 18 Mg Heideland aus Brasen und zinste von den wüsten Dorfstätten Allendorf und Setzsteig. Ein Einwohner besaß ein Haus, eine unbenannte Anzahl Hufen, 1 Mg 3 Viertel (Vt) Wiese zu Kalotsche und Petzdorf sowie 22 Mg Heideland an Allendorf. Ein anderer Einwohner besaß Haus und Hof, ein „Gärtgen“, 1 Mg Wiese und zinste von der wüsten Dorfstätte Petzdorf, während ein anderer Einwohner ein Haus und Hof besaß, aber nicht wusste, wie viel Acker er besaß. Er hatte außerdem ein Gärtgen, eine Wiese und 2 Mg zu Kalotsche sowie 1 Mg 2 Vt Heideland beim Setzsteig. Ein anderer Einwohner besaß Haus und Hof und wusste ebenfalls nicht, wie viel Acker er besaß. Hinzu kam ein Laßacker bei Petzdorf, 2 Mg weniger ½ Vt Wiese und 24 Mg Heideland bei Allendorf. Ein anderer Einwohner besaß ein Haus und Hof, 1 Mg und 1 ½ Vt Wiese sowie 3 ½ Mg Heideland. Es gab außerdem acht Kossäten, von denen einer ein Haus und Hof besaß und als Rademacher tätig war. Er hatte außerdem 1 Mg 1 Vt Wiese und 6 Mg Heideland zu Allendorf. Ein Einwohner besaß ein Haus und Hof sowie 5 ½ Mg Heideland (wohl zu Allendorf), ein anderer ein Haus und Hof, ½ Mg Wiese zu Kalotsche und 3 Mg 3 Vt Heideland zu Allendorf. Ein Kossät besaß Haus und Hof, ½ Mg Wiese und 11 Mg Heideland (vermutlich auch zu Allendorf); ein anderer Haus und Hof sowie ein Stück Land und 1 Mg Wiese sowie 7 ½ Mg Heideland zu Allendorf. Der Böttcher besaß Haus und Hof, hatte 1 Mg und eine Wiese sowie „etliches Heideland an der Teerhütte“; der Förster besaß Haus und Hof, 1 ½ Mg 1 ½ Vt Wiese und 1 Mg Wiese sowie 3 Mg Heideland gegen der Teerhütte. Der Schneider besaß Haus und Hof, der Häusler war als Leineweber und Zöllner tätig; außerdem gab es einen Hirten.

### 17. und 18. Jahrhundert
Im Jahr 1627 lebten in Jeserig fünf Hufner, sieben Kossäten und ein Häusler. Im Dreißigjährigen Krieg wurde das Dorf schwer verwüstet. Für 1696 waren 17 Höfe verzeichnet, von denen neun bewohnt waren und acht wüst lagen. Eine Statistik von 1999 weist fünf Hufner und acht Kossätenhöfe auf; allerdings ohne Angabe, wie viele davon besetzt waren.
Im Jahr 1718 lebten im Dorf zwei Hufner, acht Kossäten und zwei Häusler; 1743 waren es drei Anderhalbhufner und vier Einhalbhufner, die 6 ½ Hufen bewirtschafteten.  Für einen kurzen Zeitraum von 1755 bis 1765 fiel das Dorf an die Familie Trotta genannt Treyden, ging dann aber bis 1872 an die von Watzdorf. Ausweislich einer weiteren Statistik von 1764 lebten im Dorf drei Anderhalbhufner (darunter der Schulze), vier Einhalbhufner, sechs Kossäten und fünf Häusler; 1777 waren es drei Hufner, vier Halbhufner, sechs Kossäten und mittlerweile sieben Häusler.

### 19. Jahrhundert
Im Jahr 1806 lebten im Dorf drei Anderthalbhufner, vier Einhalbhufner, sechs Kossäten mit einer Hufe sowie fünf Häusler; die Gemarkung war mittlerweile wieder 7 ½ Hufen groß. Im Dorf standen im Jahr 1837 insgesamt 33 Wohnhäuser. Jeserig war im Jahr 1858 insgesamt 1472 Mg groß: 53 Mg Gehöfte, 1 Mg Gartenland, 1333 Mg Acker, 81 Mg Wiese. Es gab drei öffentliche, 38 Wohn- und 55 Wirtschaftsgebäude, darunter eine Ziegelei und zwei Getreidemühlen. Im Jahr 1883 entstand eine Dampfschneidemühle. Das Dorf bestand 1885 mit dem Wohnplatz Bahnhof Wiesenburg und 1895 mit den Wohnplätze Bahnhof Wiesenburg, Baumschule, Dampfsägewerk, Waldmühle.

### 20. Jahrhundert
Zur Jahrhundertwende gab es im 500 Hektar (ha) großen Dorf 57 Häuser; 1931 waren es 65 Wohnhäuser mit 76 Haushaltungen. Im Jahr 1939 gab es neun land- und forstwirtschaftliche Betriebe, die zwischen 20 und 100 ha groß waren. Ein Betrieb war zwischen 10 und 20 ha groß, 41 zwischen 0,5 und 5 ha.

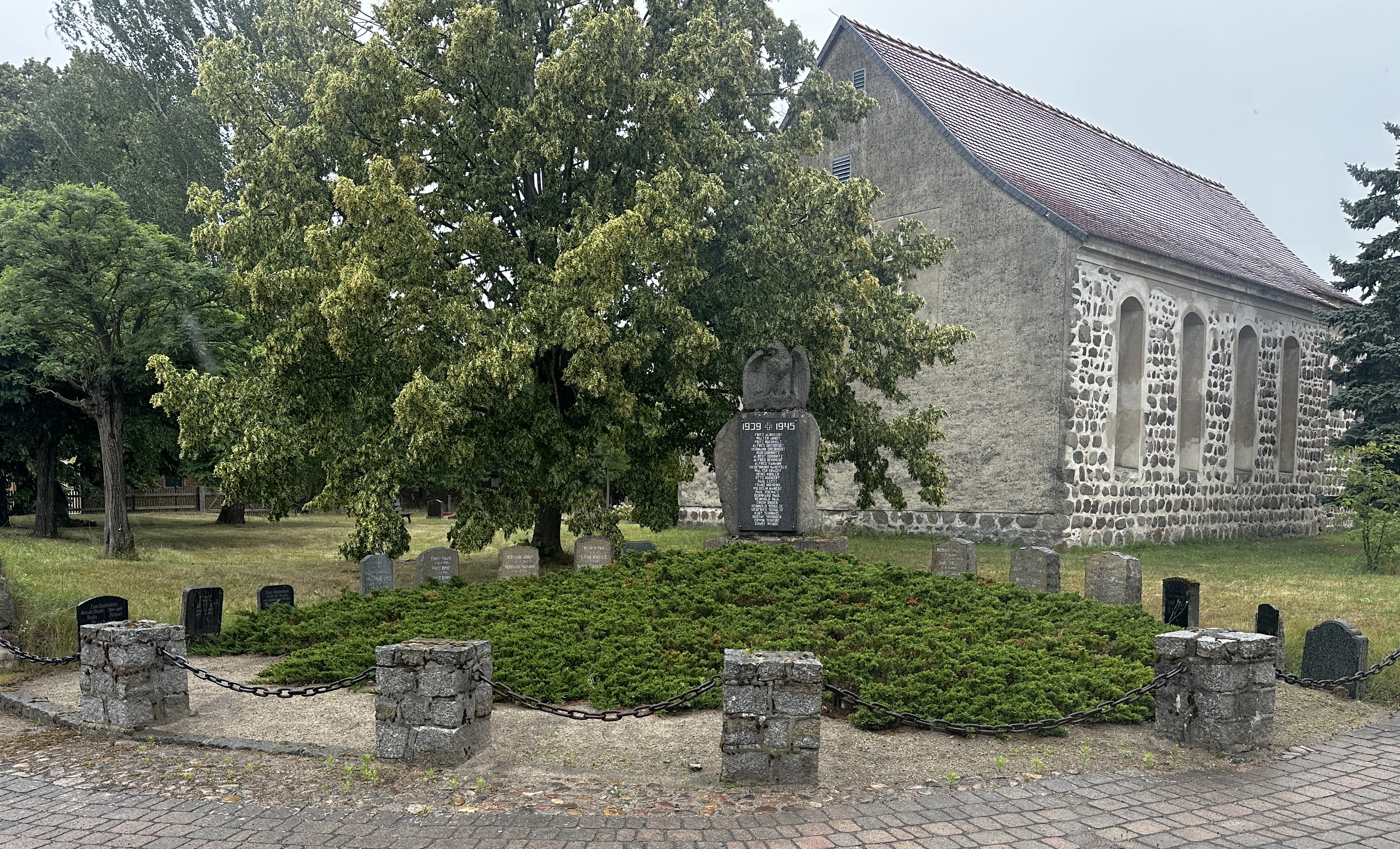
Weltkriegsdenkmal

Nach dem Zweiten Weltkrieg kamen 155,77 ha als Zulage aus Wiesenburg(?): 42,37 ha Acker, 93 ha Wiese, 78,2 ha Wald und 25 ha sonstige Flächen. Davon gingen 37,54 ha an zehn Bauern sowie 118,23 ha an 58 nichtlandwirtschaftliche Arbeiter, Angestellte und Handwerker. Fünf der Bauern gründeten 1958 eine LPG Typ I mit 53 ha Fläche. Zwei Jahre später gründete sich eine zweite LPG mit 65 Mitglieder und 310 ha Fläche, die sich 1963 zusammenschlossen und zehn Jahre später zu einer LPG Typ III übergingen und im Folgejahr an die LPG Typ III Wiesenburg angeschlossen wurden. Im Jahr 1960 gab es außerdem die Falk KG Sägewerk mit 16 Beschäftigten; im Jahr 1973 die LPG.

### Bevölkerungsentwicklung
| Jahr       | 1817 | 1837 | 1858 | 1871 | 1885 | 1895 | 1905 | 1925 | 1939 | 1946 | 1964 | 1971 |
| ---------- | ---- | ---- | ---- | ---- | ---- | ---- | ---- | ---- | ---- | ---- | ---- | ---- |
| Einwohner  | 91   | 195  | 281  | 292  | 278  | 250  | 262  | 230  | 306  | 475  | 366  | 373  |
| Baumschule |      |      |      |      |      |      | 6    |      |      |      |      |      |
| Sägewerk   |      |      |      |      |      |      | 7    | 10   |      |      |      |      |
| Mühle      |      |      |      |      |      |      | 8    | 10   |      |      |      |      |

## Sehenswürdigkeiten

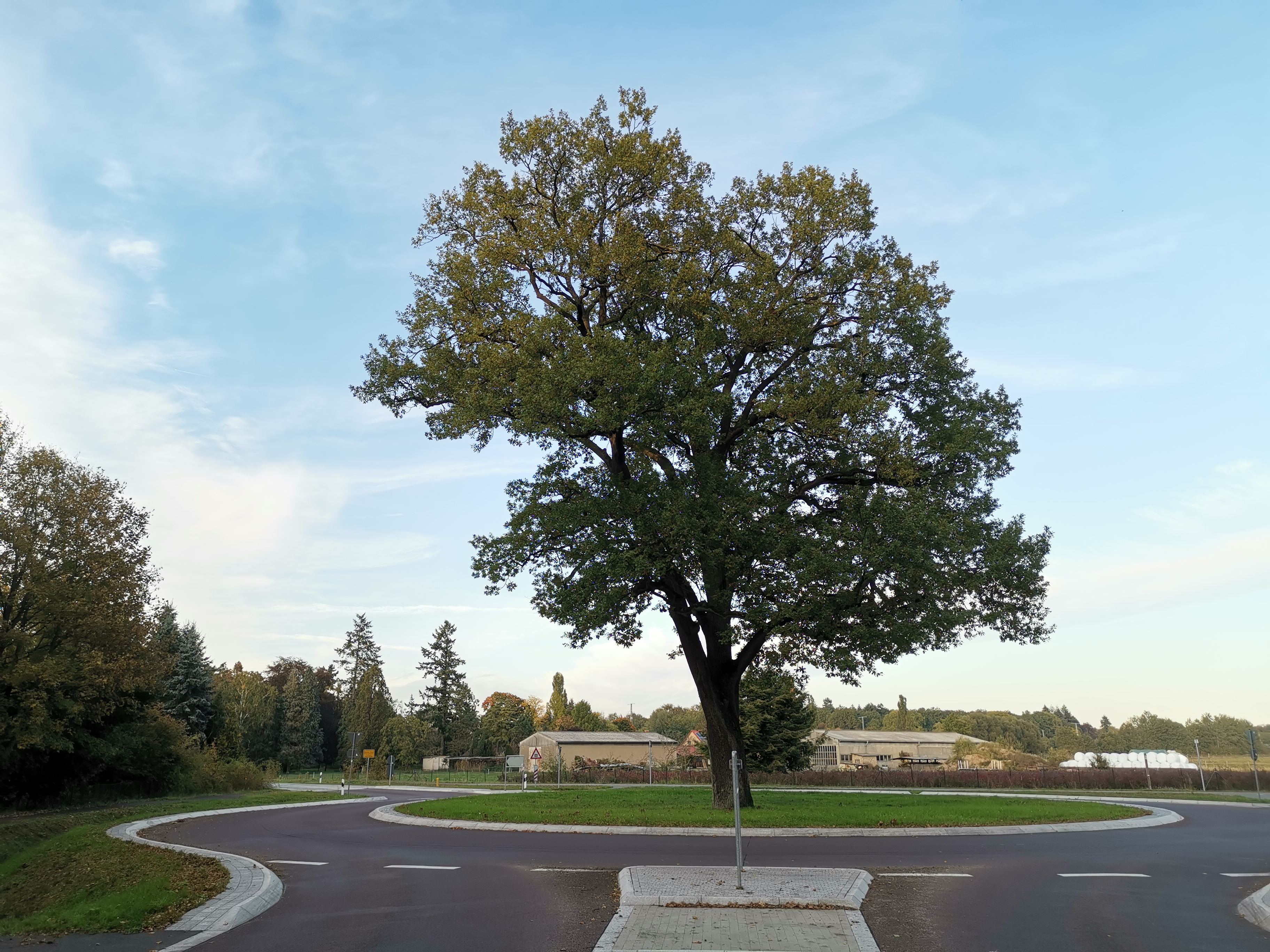
Naturdenkmal Eiche

- In der Liste der Baudenkmale in Wiesenburg/Mark sind für Jeserig/Fläming zwei Baudenkmale aufgeführt, darunter die Dorfkirche Jeserig (Fläming).
- In der Liste der Naturdenkmale in Wiesenburg/Mark sind für Jeserig/Fläming acht Naturdenkmale aufgeführt, darunter sechs Stiel-Eichen.